# Збірна Франції з регбі
Збірна Франції з регбі (фр. Équipe de France de rugby à XV) — спортивна команда, яка представляє Францію в міжнародних змаганнях із регбі за правилами Регбійного союзу. Крім головної команди Францію предстваляють також резервний склад, який називається командою «А», молодіжна збірна, жіноча збірна тощо. Збірною Франції з регбі опікується Французька федерація регбі-15 (з 1919, до того з 1906 — Союз французьких спортивних товариств).
Свій перший тест-матч збірна Франції провела у 1906 проти збірної Нової Зеландії. З 1910 року вона бере участь в Турнірі шести націй (початково п'яти націй), 25 разів вигравала турнір, 9 разів здобувала великий шолом (станом на 2011). Вона тричі була фіналістом Кубка світу з регбі — на першому такому турнірі в 1987, в 1999 та в 2011. Збірна Франції — олімпійський чемпіон 1900 та двічі срібний медаліст Олімпіад.
Збірна Франції грає в триколірній червоно-синьо-білій формі. Її емблемою є галльський півень, а тому неофіційно її називають півнями. Свої домашні матчі збірна Франції проводить зазвичай на Стад де Франс. Як і збірна Франції з футболу головна регбійна команда країни практикує атакувальну гру, яку цінять любителі регбі в усьому світі.

## Історія

### Перші роки регбі у Франції
Регбі з'явилося в Франції у 1872 році завдяки англійським комерсантам, які заснували регбійний клуб у Гаврі.

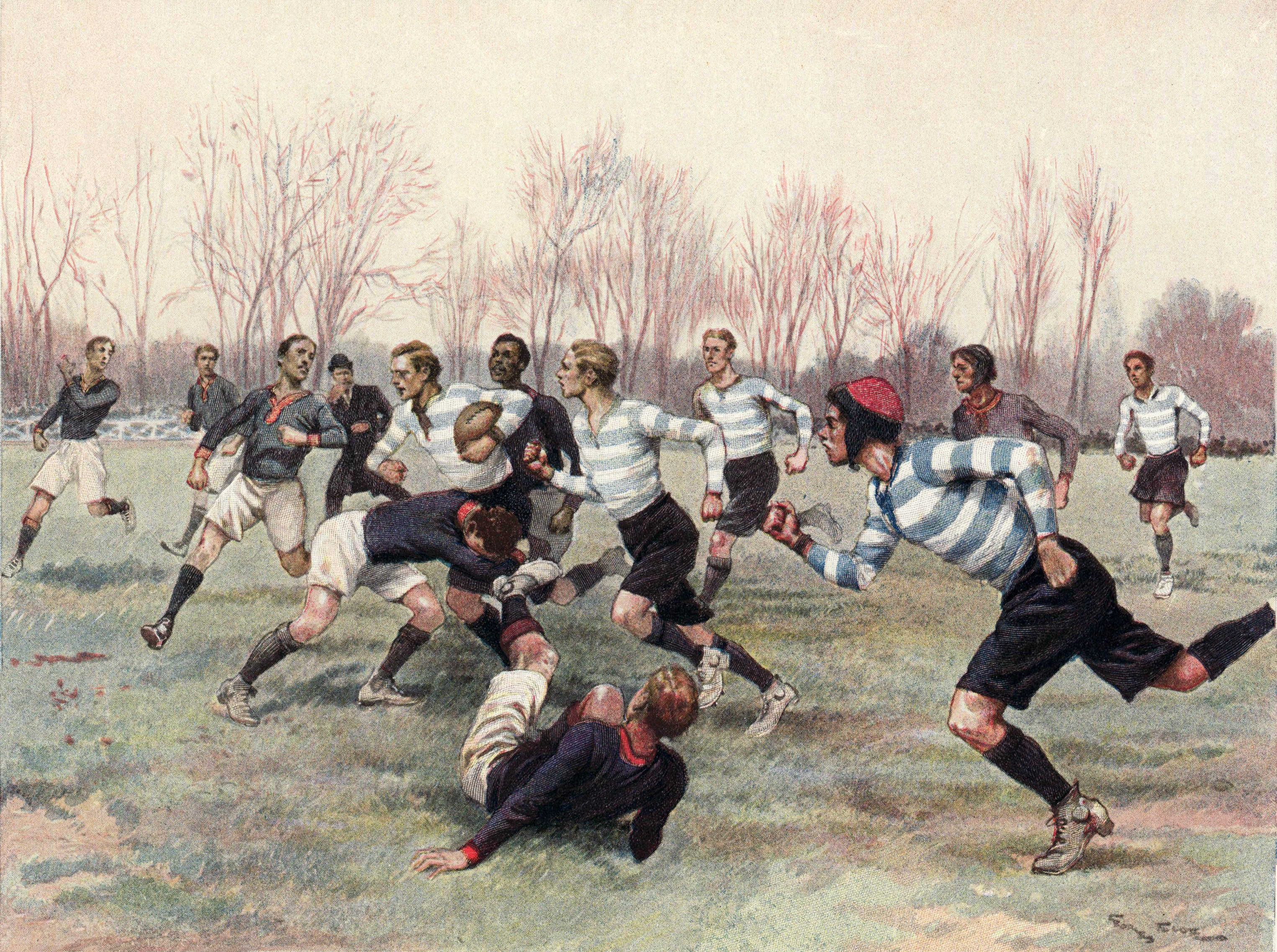
Клуб Рейсінг 92 в 1890-х

Перший міжнародний регбійний матч відбувся у 1871 між збірними Шотландії та Англії, але французи чекали на свою першу гру ще 35 років. Вперше національна збірна була сформована для гри в Англії проти команди Civil Service Athletic Club. Вона повністю складалася із гравців команди Рейсінг. У присутності 10 000 глядачів французька команда програла 0-2. Наступного дня вона грала з ФК Річмонд, підсиленого двома гравцями з інших клубів і знову програла 3-9. 6 квітня 1896 французька репрезентація грала з командою з Единбурга. Гра відбувлася наступного дня після фіналу чемпіонату Франції, в якому грали 12 французьких гравців. 21 листопада 1986 Луї Доде опублікував у газеті Sports Athlétiques заклик сформувати офіційну національну команду.
Команда, що складалася з гравців трьох паризьких клубів (Рейсінг, Стад Франсе та Космополітен) грала в олімпійському турнірі 1900 року. Вона виграла спочатку в німецького клубу ФК Франкфурт 27-17, а потім у англійського Мослі Вондерерс 27-8, і стала олімпійським чемпіоном. Фінальна гра відбулася в присутності 6 тисяч глядачів, що було найбільшим відвідуванням Олімпіади.
З 1902 по 1905 збірна Франції грала й програла матчі проти канадської команди (10-23), валлійського Свонсі (0-20), ірландської команди Бектів Рейнджерс (8-13).

### 1906—1914: навчання
Перший офіційний матч п'ятнадцятки, зібраної Французьким союзом спортивних товариств, відбувся 1 січня 1906 року. Супротивником була збірна Нової Зеландії, яка тоді здійснювала турне європейськими країнами. Місцем проведння гри був Парк де Пренс, на який зібралося 3 тисячі глядачів. Судив Луї Деде. Новозеландці здобули перемогу 38-8. Честь вперше вивести команду на поле випала капітану Анрі Аману, він став першим «збірником» французького регбі. До складу команди входили англієць Вільям Крайтон та американець Аллан Мур.
22 березня збірна Франції, вперше у триколірній формі (блакитні майки, білі кюлоти й червоні гетри), зустрілася зі збірною Англії на Парк де Пренс і програла 8-35. Рахунок був почесний, тож збірна Англії вирішила грати з французькою п'ятнадцяткою раз на рік. За їхнім прикладом подібно вчинили збірна Уельсу та збірна Ірландії.
Збірна Франції отримала право грати в Турнірі п'яти націй у 1910. Напередодні першої гри на вокзалі Парі-Сен-Лазар французів зібралося тільки чотирнадцять, і тоді тренер Шарль Бренню вирішив, щоб мати змогу розпочати турнір у повному складі, терміново залучити до команди паризького гравця Жое Андюрана. Французи ще тільки вчилися грати, і в перші роки до 1914 завжди займали останні місця за винятком турніру 1911, в якому вони випередили збірну Шотландії.
В проміжку між 1906 та 1914 роками збірна Франції зіграла 28 матчів і здобула єдину перемогу проти Шотландії 2 січня 1911 з рахунком 16-15. Серед гравців цієї команди виділявся крайній П'єр Файо на прізвисько Автобус. Він здійснив дві спроби і завадив шотландцям здійснити спробу за кілька секунд до кінця, переможного для Франції, матчу.

### 1919—1931: прогрес
Після Першої світової війни, 11 травня 1919 року, збірна Франції зустрілася зі збірною Нової Зеландії, яку тоді називали «ківі». Французи були близькі до перемоги, поступилися тільки 13-14. У наступні роки збірна прогресувала і виграла два матчі з чотирьох у Турнірах п'яти націй 1921 та 1931. Свою першу перемогу в гостях вона здобула 2 квітня 1920 у Дубліні. В тій грі команда під проводом капітана Філіппа Струсіано виграла чисто 15-7, здійснивши п'ять спроб.
Вона грала в регбійному турнірі Олімпіади 1920, де крім неї була ще тільки одна команда — збірна США. Єдиний матч відбувся в Анвері, й перемогли в ньому американці 8-0, а збірна Франції отримала срібні медалі. Через кілька тижнів збірна Франції взяла реванш, вигравши в Парижі 14-6.
Ці дві команди зустрілися в фіналі наступної Олімпіади, що проходив у Парижі. Збірна США знову здобула золоті медалі, вигравши переконливо 17-3. Ця перемога США стала останньою в олімпійській історії регбі — гра була виключена з програми Олімпіад, і повернеться в неї тільки з 2016 року в своєму варіанті регбі-7.
У проміжок часу між 1920 та 1930 роками збірна Франції зіграла 50 матчів і виграла 13 з них. Вона, принаймні, одного разу виграла у всіх провідних європейських збірних, але програла зі значним рахунком збірній Нової Зеландії у січі 1925 року. Загалом, команда прогресувала й вийшла на рівень найкращих у світі. Одна з цих перемог, 2 квітня 1927, мала особливе значення, оскільки це була перша перемога над англійцями. Доти збіна Франції програла 15 з 16 зустрічей з ними, і тільки раз, у 1922 році, зіграла внічию. Капітаном збірної в тому переможному матчі був Адольф Жореґі. Наступного року, 9 квітня, він очолював команду в ще одному історичному матчі — перемозі над Уельсом 8-3.

### 1932—1939: виключення з Турніру
Збірна Франції була виключена з Турніру п'яти націй у 1931 на основі звинувачень у професіоналізмі й грубості. Регбі за правилами Регбійного союзу зберігало статус любительського спорту аж до 1990-х, оскільки вважалося спортом вищих класів, на відміну від пролетарського регбі за правилами Регбійної ліги (регбіліг). На початку 30-х років французьких регбістів стали звинувачувати в тому, що вони отримують гроші за матчі, та що французькі клубні команди перекуповують гравців одна в іншої. Крім того, гра збірної Франції тих часів відзначалася особливою грубістю на полі й заворушеннями за його межами. Особливо брутальною була гра зі збірною Уельсу 1930 року, в якій чимало гравців отримало травми, а на трибунах була велика тиснява. Ще понад 20 тисяч вболівальників не змогли потрапити на стадіон.
Більшість французьких регбійних клубів теж виступили проти професіоналізму гравців найбагатших команд. У грудні 1930 вони відокремилися від Федерації й заснували Французький союз любительського регбі. Союз відмовлявся відпускати своїх гравців у збірну, що суттєво ослабило силу команди.
Упродовж цього періоду збірна Франції зустрічалася тільки з командами, що значно поступалися британським збірним: збірними Італії, Німеччини та Румунії.
Францію знову допустили до гри в Турнірі у 1939 після того, як Французька федерація знайшла в 1932 спільну мову з командами, що відкололися від неї. Потім Турнір не проводився через Другу світову війну, і відновився лише у 1947.

### 1945—1958: розділені чемпіонства
Після Другої світвої війни збірна Франції (les Bleus) відновила міжнародні виступи матчем проти Уельсу 22 грудня 1945 року. Того ж року вона зіграла матч проти команди британської армії у січні і проти Британських левів у квітні.
У проміжок між 1945 та 1950 роками французи зіграли 26 матчі, вигравши 14 з них. У 1950-х до 1958 баланс виграшів і програшів теж був додатнім: 30 перемог у 49 матчах. 21 лютого 1948 збірна Франції вперше виграла в Уельсу в гостях, в Свонсі, з рахунком 11-3. Робер Соро отримав після того матчу прізвисько Лев зі Свонсі. Місяцем раніше французи здійснили в Парижі ще одну історичну перемогу — над збірною Австралії.
24 лютого 1951 французи на чолі з капітаном Ґі Баске вперше перемогли збірну Англії на Твікенгемі (11-3). Англійці були останніми в Турнірі п'яти націй, кого Франція не могла здолати на виїзді.
У 1952 збірній Франції знову загрожувало виключення з Тірніру п'яти націй. На думку британців у французькому регбі продовжував процвітати професіоналізм, що означало плата за переходи в команду та за гру, матеріальне заохочення за виграші. Щоб запобігти виключенню Французька федерація регбі пообіцяла відмінити чемпіонат і склала перелік гравців, винних у професіоналізмі. Серед цих гравців були Жан Доже, Робер Соро та Моріс Сіман. Виключенню команди з туніру вдалося запобігти, але чемпіонат Франції все ж відбувся через тиск більшості французьких регбійних клубів.
Збірна Франції поділила перші місця в Турнірах п'яти націй 1954 та 1955 років, у першому випадку з Англією та Уельсом, у другому — з Уельсом.
Французька п'ятнадцятка вперше виграла у All Blacks 15 лютого 1954. Жан Пра, капітан команди, здобув вирішальні три очки в тій грі. Він також очолював збірну, коли вона вдруге переграла Англію на Твікенгемі. Після того, як його досягнення за кар'єру були урочисто відсвятковані у Уельсі, англійський журналіст назвав його містером Регбі.
16 серпня 1958 року збірна Франції вперше перемогла, з рахунком 9-5, Спрінгбокс на стадіоні Елліс-Парк у Йоганесбурзі. Команду очолював «доктор Сутичка» Люсьєн Міяс. Хоча турне команди Південною Африкою було ускладене відсутністю багатьох повідних гравців, воно вийшло надзвичайно успішним, оскільки з першої гри, яка закінчилася нічиєю 3-3, збірна продемонструвала, що може змагатися з найкращими командами світу. Цей успіх був предвісником ще більшого успіху в Турнірі п'яти націй наступного року.

### 1959—1970: перша сольна перемога й великий шолом
Продовжуючи успіх південноафриканського турне 1958 року, збірна Франція вперше здобула звання одноосібного чемпіона Турніру п'яти націй 1959. До цього успіху її привів Люсьєн Міяс.
Франція знову розділила звання чемпіона з Англією наступного року. Кожна з команд виграла тричі, а матч між ними завершився внічию. У 1961 збірна знову не знала поразок, тричі виграла із один раз зіграла в нічию, у 1962 — три перемоги і програш Уельсу 0-3.
Серед гравців, які принесли збірній ці перші успіхи в Турнірі п'яти націй Альфред Рок, Амеде Доменек, Люсьєн Міяс, Франсуа Монкла, Мішель Крост («Монгол»), Мішель Селая, Андре Боніфас та Ґі Боніфас, Крістіан Дарруй та П'єр Албаладежо.
Наступна виграшна серія відбулася в сезонах 1967 та 1968, 1970. Між цими двома французькими серіями в Турнірі домінували валлійці. Вони виграли в ті роки чотири рази. Ґі Камбараберо був головним будівничим перемог 1967 та 1968 років, здобувши 49 з 67 очок Франції.
За цей проміжок Франція виграла 52 з 93 матчів, що становить 56 %. Найбільшим успіхом був перший великий шолом у сезоні 1968. Капітаном тієї команди був Крістіан Каррер, а до її складу входили такі гравці як Бенуа Доґа, Вальтер Спангеро, П'єр Вільпре та брати Камбераберо. Результату добився практично не один склад, а майже два, оскільки збірна використала в турнірі 1968 року 28 гравців.
Незважаючи на загалом гарні результати, французькій п'ятнадцятці ніяк не вдавалося перемогти All Blacks. З 1961 по 1958 рік французи зустрічалися з новозеландцями 8 разів, і новозеландці 8 разів перемагали. Баланс збірної Франції проти команди Південної Африки в цей період теж від'ємний: 4 поразки (з яких дві дома), дві перемоги та нічия. Французам довелося задовільнитися тим, що вони двічі перемогли Спріргбокс на їхньому полі, в 1964 з рахунком 8-6 та в 1967 на Елліс-Парк з рахунком 19-14.
З Австралією Франція в цей проміжок часу грала тільки три рази, двічі перемігши Волабіз і програвши один матч з різницею в одне очко в серпні 1968 в Сіднеї.

### 1971—1980: другий великий шолом і суперництво з валлійцями
Франція розділила чемпіонство в Турнірі п'яти націй 1973, який всі команди завершили з однаковою кількістю очок, і здобула великий шолом у Турнірі 1977, але в цей період домінувала збірна Уельсу, яка виграла його п'ять разів. Співвідношення виграшів і поразок між двома збірними за цей період беззаперечно на користь валлійців: шість перемог, три поразки і одна нічия. У матчах між збірними Франції та Уельсу виділялися яскраві індивідуальності видатних гравців, таких як валлійці Беррі Джон, Ґарет Едвардс, Джон Пітер Ріс Вільямс, Джон Тейлор і Джерард Девіс, та французи: Жан-П'єр Рів, Клод Дурт, Жан-П'єр Люкс, Жо Мазо, Жан Трійо та Жан-Мішель Аґірр. Ці команди боролися за перемогу в Турнірі 1976 року і водночас за великий шолом на Армз-Парк у Кардіффі. Гра була дуже напруженою й завершилася перемогою валлійців 19-13. Незважаючи на таку невдачу, цей турнір продемонстрував силу французької п'ятнадцятки із надпотужною сутичкою, до складу якої входили Жан-П'єр Бастья, Жан-Франсуа Ембернон, Мішель Пальм'є, Жерар Шоллі та Робер Папарамборд. Ці ж команди грали за перемогу в Турнірі 1978 року, і знову на кону був великий шолом, і знову валлійці перемогли.
Капітаном команди, яка здобула великий шолом у 1977 році, був Жак Фуру. Разом із Жаном-П'єром Роме вони утворювали зразкову пару півзахисників. За чотири виграні гри турніру збірна Франції не дозволила супротивникам здійснити жодної спроби. Спочатку вони перемогли Уельс 16-9, потім у важкій грі на Твікенгемі англійців 4-3, а тому дві перемоги проти шотландців та ірландців забезпечили їм великий шолом.
За десятиліття «блакитні» виграли 41 з 77 матчів (53 %). Ця статистика наче посередня, але за нею приховується той факт, що команда виборола великий шолом у 1977 та мала позитивний баланс проти найкращої команди світу — All Blacks. З 1973 по 1979 французи грали з новозеландцями п'ять разів, тричі виграли й двічі поступилися. Перемога 24-19, здобута 14 липня 1979 на Еден-Парк в Окленді залишиться в пам'яті завдяки стилю. Блакитні здійснили чотири спроби проти двох новозеландських і вперше в історії отримали перемогу в Новій Зеландії.
Спрінгбокс, проте, виграли за це десятиліття 6 із 7 матчів проти французів, а сьома гра завершилася внічию. Проти Волабіз Франція виграла чотири з шести матчів, і тільки один програла, в Тулузі в 1971.

### 1981—1989: десятиліття Фуру
1980-ті стали славетними часами для збірної Франції на чолі з ембематичним тренером Жаком Фуру. Вона виграла 6 Турнірів п'яти націй: у 1981, 1983 (розділила з ірландцями), 1986 (розділила з шотландцями), 1987, 1988 (розділила з валлійцями) та 1989. При цьому збірна двічі здійснювала великий шолом: у 1981 та 1987 роках. Окрім сезону 1982, французи щороку завершували турнір на одному з двох чільних місць.
Великий шолом 1981 знову підкорився у важкій боротьбі завдяки. спочатку перемозі над Уельсом у Парижі, а потім успіхом проти англійців, які здійснили великий шолом попереднього року, на Твітенгемі. Капітан «блакитних» Жан-П'єр Рів здобув тоді прізвисько «Золота каска» (шолом), яке підкреслювало його значення в успіху команди. Свій внесок у перемогу зробили ще 18 гравців, зокрема Робер Папарамборд, Ролан Бертранн та Гі Лапорт.
Упродовж цього десятиліття французи програли чотири гри шотландцям, які здійснили великий шолом у 1984 і набрали однакову кількість очок із Францією у 1986. Хоча в 1985 французи не знали поразок (2 перемоги та 2 нічиї), вони не змогли виграти, бо ірландці виграли 3 гри і тільки одну зіграли внічию.
«Блакитні» знову здійснили великий шолом у 1987. Тоді капітаном команди був Даніель Дюброка. Після перемоги над Уельсом 16-9, спроба Філіппа Селла, що розпочалася за 80 метрів до залікового поля, дозволила французькій п'ятнадцятці здолати Англію на Твітенгемі, потім чотири спроби, три з яких на рахунку Еріка Бонневаля, дали французам перемогу на Парк де Пренс. Ерік Бонневаль повторив у тій грі рекорди Мішеля Кроста та Крістіана Дарруя. Нарешті, вирішальну перемогу французи отримали на ірландцями на Лесдаун-Роуд 19-13. Дві спроби в тій грі на рахунку Еріка Шама.
Десятиліття закінчилося ще однією, шостою, перемогою в Турнірі, що стала успіхом Сержа Бланко та П'єра Барбізьє.
За цей період Франція зіграла 77 матчів, здобула 47 перемог, що становить 61 %. Вісім поразок «блакитні» зазнали від All Blacks, перемігши їх тільки двічі. All Blacks справедливо стали володарями першого Кубка світу в 1987.
Краще співвідношення виграшів та програшів було з австралійцями: 3 перемоги, 4 поразки і одна нічия. Одна з перемог дозволила збірній Франції потрапити до фіналу Кубка світу 1987. Перший тайм французи програли 6-9 і поступалися впродовж більшої частини гри, але зуміли виграти 30-24, здійснивши 4 спроби. «Блакитні» не змогли повторити цей подвиг у фіналі й All Blacks розтрощили їх 29-9.

### 1990—2001: суперництво з англійцями
У 1990-х в європейському регбі домінували англійці. Вони виграли 6 Турнірів п'яти націй і 3 великих шоломи, але французи підтримували високий рівень і змагалися із Англією за звання найкращої європейської команди: виграли три турніри у 1993, 1997 (перемігши англійців у гостях) та 1998. Останні два виграші були водночас великими шоломами. Команду виводили на поле капітани Абделатіф Беназзі та Рафаель Ібанес. Серед яскравих гравців десятиліття Філіпп Сент-Андре, Олів'є Мань, Тома Кастенєд (малий Боні) та Жан-Люк Садурні. Тренерами були Даніель Дюброка та Жан Трійо (190—1991), П'єр Беббізьє (1991—1995), Жан-Клод Скрела (1995—1999) та Бернар Лапорт (1999—2007).
Філіпп Сент-Андре завершив дуже красиву комбінацію в грі з англійцями в Турнірі 1991 року. Комбінацію розпочав Серж Бланко з власного залікового поля і французи пройшли через все поле — 100 метрів. Ця спроба вважається найкращою спробою всіх Турнірів п'яти націй.
У Кубку світу 1991 Франція виступила вкрай невдало — вони програли у чвертьфіналі англійцям і вибули зі змагань. Реванш вдалося здобути в 1995 у грі за третє місце.
У 1993 Франція вперше виборола звання чемпіона Європи з регбі, яке стали отримувати переможці Турніру п'яти націй.
У турнірі п'яти націй 1997 французи знову здійснили великий шолом. Це був перший рік епохи Жана-Клода Скрела. Почалося все з перемоги в Дубліні, в якій Давід Вендітті здійснив три спроби. Потім була перемога завдяки зусиллям Крістофа Лемезона на Твітенгемі 23-20, програючи 6-20. Завершився турнір того року впевненим виграшем у Парижі над шотландцями 47-20.
Наступного року Франція здійснила другий великий шолом поспіль. Шлях до цього відкрили перемоги над англійцями на Стад-де-Франс та важкий домашній виграш 18-16 над ірландцями. Найкращими французькими бомбардирами були Крістоф Ламезон, Філіпп Берна-Салль та Тома Кастенєд.
Збірна стала фіналістом Кубка світу 1999, здобувши у півфіналі неймовірну перемогу над All Blacks 43-31. У фіналі «блакитних» розбила збірна Австралії 35-12, однак це було повторенням результату 1987 року.
У 1990—2001 збірна Франція провела 133 міжнародних матчі і здобула 83 перемоги, що становить 62 % і приблизно дорівнює рівню попереднього десятиліття, незважаючи на катастрофічний 1990 рік — три перемоги в десяти матчах.
Співвідношення виграшів і програшів із All Blacks доволі рівне, 4 проти 5, і, понад усе, французи перемогли новозеландців у півфіналі чемпіонату світу. Один із виграшів, 3 липня 1994 року на Еден-Парк, залишиться в анналах збірної Франції. Програючи 17-20 незадовго до кінця матчу, французи здійснили спробу, яку розпочали майже від свого залікового поля і продовжили через усе поле низкою пасів. В атаці брало участь багато гравців. Новозеландські журналісти назвали цю спробу «спробою століття», а французькі «спробою на іншому кінці світу».
Баланс збірної Франції зі Спрінгбокс теж від'ємний — три перемоги і сім поразок, одна з яких, з рахунком 15-19 у півфіналі Кубку світу 1995, який Спрінгбокс, граючи вдома, виграли. Французам не вистачило до перемоги в півфіналі лише трішки, бо в кінці гри, Абделатіф Беназзі пробився через захист, але на залитому водою полі послизнувся в кількох сантиметрах до залікової лінії.
«Блакитні» погано грали проти австралійців, які виграли вісім із десяти ігор, зокрема гру в фіналі Кубка світу 1999. У цей період Волабіз були потужною командою й стали чемпіонами в 1991 та 1999 роках.

### 2002—2007: кінець ери Лапорта

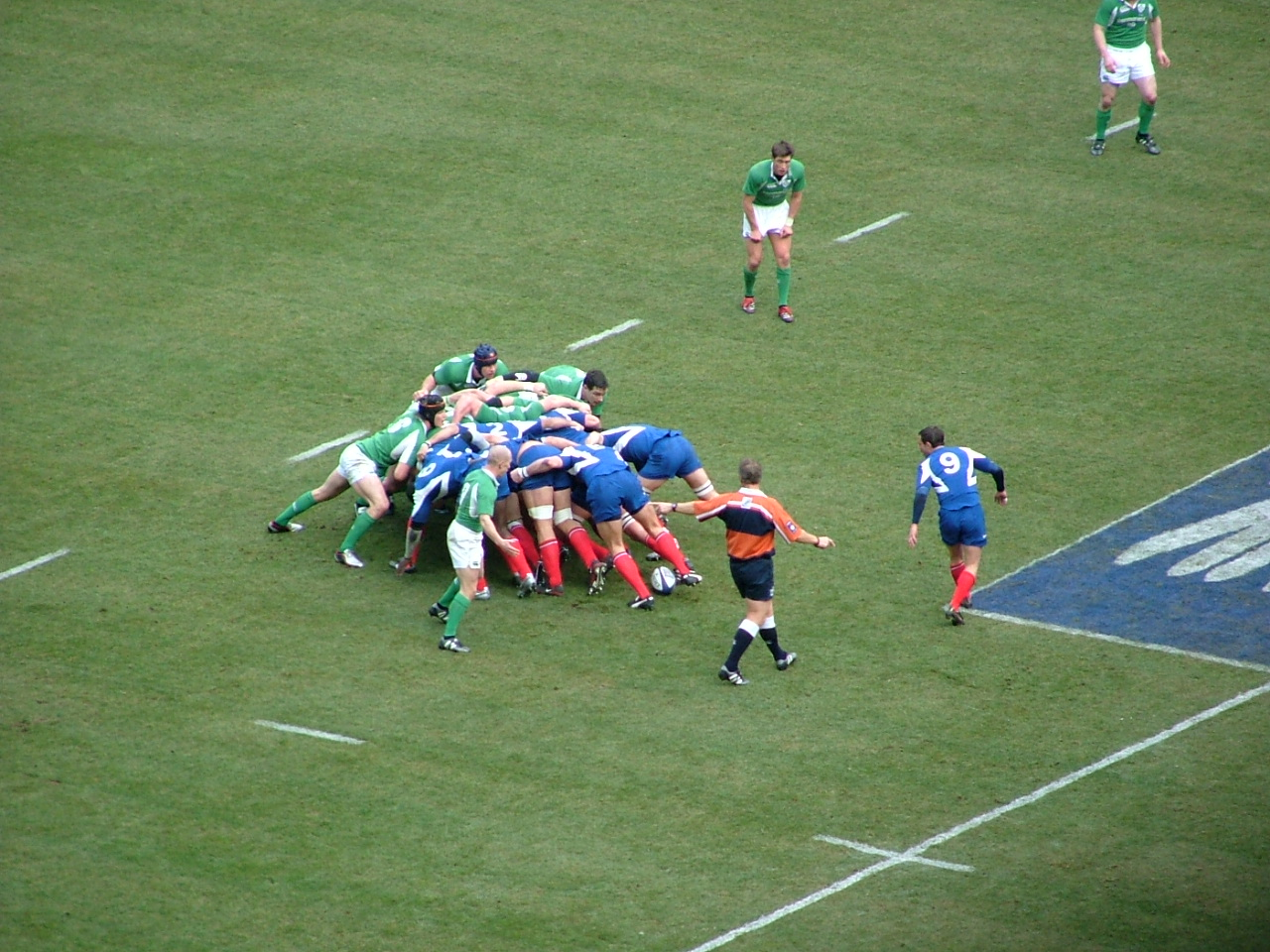
Франція-Ірландія в Турнірі 2006 : французька сутичка готується звільнити м'яч для N°9 Жана-Батіста Еліссальда

Нове століття розпочалося для збірної Франції добре — вона виграла Турнір шести націй 2002, 2004, 2006 та 2007. У 2002 та 2004 були великими шоломами. Команду виводили на поле капітани Фаб'ян Пелу, Фаб'ян Гальтьє, Олів'є Мань та Рафаель Ібанес. Тренував команду з 1999 до закінчення Кубка світу 2007 Бернар Лапорт.
Великий шолом 2002 року було здобуто в Турнірі шести націй — до змагання долучилася збірна Італії. Після перемоги над італійцями й виграшу в рівній грі 37-33 проти Уельсу на Міленіумі, вирішальною знову стала гра з англійцями: «блакитні» виграли 20-15, а потім затвердили успіх перемогами над іншими британськими командами.
Кубок світу 2003 Франція завершила на четвертому місці, програвши у півфіналі Англії 7-24. Усі 24 очки для Англії здобув Джонні Вілкінсон. Англія стала чемпіоном світу, вигравши в фіналі у Волабіз 20-17.
Великий шолом Турніру шести націй 2004 року став восьмим в історії збірної Франції. Успіх команди капітана Фаб'яна Пелу прийшов завдяки перемозі над валлійцями на Міленіумі 29-22 та виграшу в чемпіонів світу англійців 24-21 на Стад де Франс у матчі, що був справжнім фіналом турніру. Матч зібрав на стадіоні 79 900 глядачів і 9 мільйонів телеглядачів перед екранами.
З 2002 по 2006 «блакитні» виграли 38 з 62 ігор, що становить 61 %.
Баланс французької команди проти All Blacks знову від'ємний. Французи програли 5 матчів поспіль, зокрема гру в малому фіналі Кубка світу 2003, і один матч звели до нічиєї. Остання на той час перемога над новозеландцями 42-33 припадала на 10 листопада 2000 року. У шести матчах проти Springboks Франція здобула дві перемоги, один раз програла й один раз зіграла внічию. Волабіз виграли у Франції тричі, двічі програли, й одна гра завершилася внічию.
В Турнірі 2007 французи спочатку виграли в італійців у Римі 39-3, потім в ірландців на Корк-Парк 20-17, але програли англійцям на Твікенгемі 18-26. Перемога над шотландцями на Стад де Франс 46-19 дозволила команді випередити ірландців за різницею ігрових очок.
Франція була господарем Кубка світу 2007, але її збірна розчарувала — тільки четверте місце, програш Англії в півфіналі й аргентинцям у матчі за третє місце. Єдиним світлим спогадом для французів від Кубка залишиться перемога над All Blacks у чвертьфіналі.

### 2008-: Льєвремон
Після Кубка світу тренером збірної Франції замість Бернара Лапорта було призначено Марка Льєвремона. Він вибрав собі в помічники Еміля Нтамака як відповідально за задню лінію та Дідьє Ретьєра за передню лінію.
Турнір шести націй 2008 Франція завершила на третьому місці, програвши англійцям та валлійцям. У літнє турне в Австралію французи поїхали без гравців-фіналістів чемпіонату Франції і програли розгромно 34-13 та 40-10.
У 2009 знову трете місце в Турнірі шести націй. У червні команда поїхала в Океанію, й виграла першу гру проти All Blacks 27-22, вперше з 1994. Програш із меншою різницею у Веллінгтоні 10-14 дозволив Франції вперше виграти кубок Дейва Ґаллагера. Потім збірна програла у Сіднеї Австралії. Під час осіннього турне вона перемогла 20-13 нових чемпіонів світу, збірну Південної Африки, та збірну Самоа, але зрову провалилася в грі з All Balcks 12-39.
Свій дев'ятий великий шолом збірна Франції здійснила в 2010 році. Цьому успіху вони великою мірою завдячують сильній сутичці на чолі з Морганом Парра. Він записав на свій рахунок 61 очко, і розділив звання найкращого бомбардира з валлійцем Стівеном Джонсом. Його оголосили кандидатом на звання найкращого гравця Турніру 2010 але в підсумку він поступився ірландцю Томмі Боу.
Літнє турне не вдалося. Програш Південній Афринці був ганьбою, а поразка від Аргентини змусила забути успіх у Турнірі шести націй. Восени збірна програла Австралії 16-59. Це була найгірша домашня поразка команди за всю історію. У цій грі Волабіз застосували тактику індивідуальних проходів на зразок гри в регбі-13.
Франція втратила звання чемпіона Турніру 6 націй у 2011 році. Вигравши спочатку в шотландців та ірландців, французи провалили гру з англійцями, а потім отримали поразку від італійців, що стала першою в історії ігор між цими двома командами. Перемога в п'ятій грі над валлійцями дозовлила збірній фінішувати на другому місці.

## Символи збірної Франції
До 1912 майка збірної Франції не була блакитною і на ній ще не було півня. Вона була білою із зображенням двох кілець: червоного й синього. Це була емблема Союзу французьких спортивних товариств, під чиєю егідою виступала збірна. Переплетені кільця послужили праобразом олімпійської емблеми, запропонованої П'єром де Кубертеном у 1913. Кубертен був генеральним секретарем Союзу спортивних товариств. Загалом, емблема відображала три кольори французького прапора.

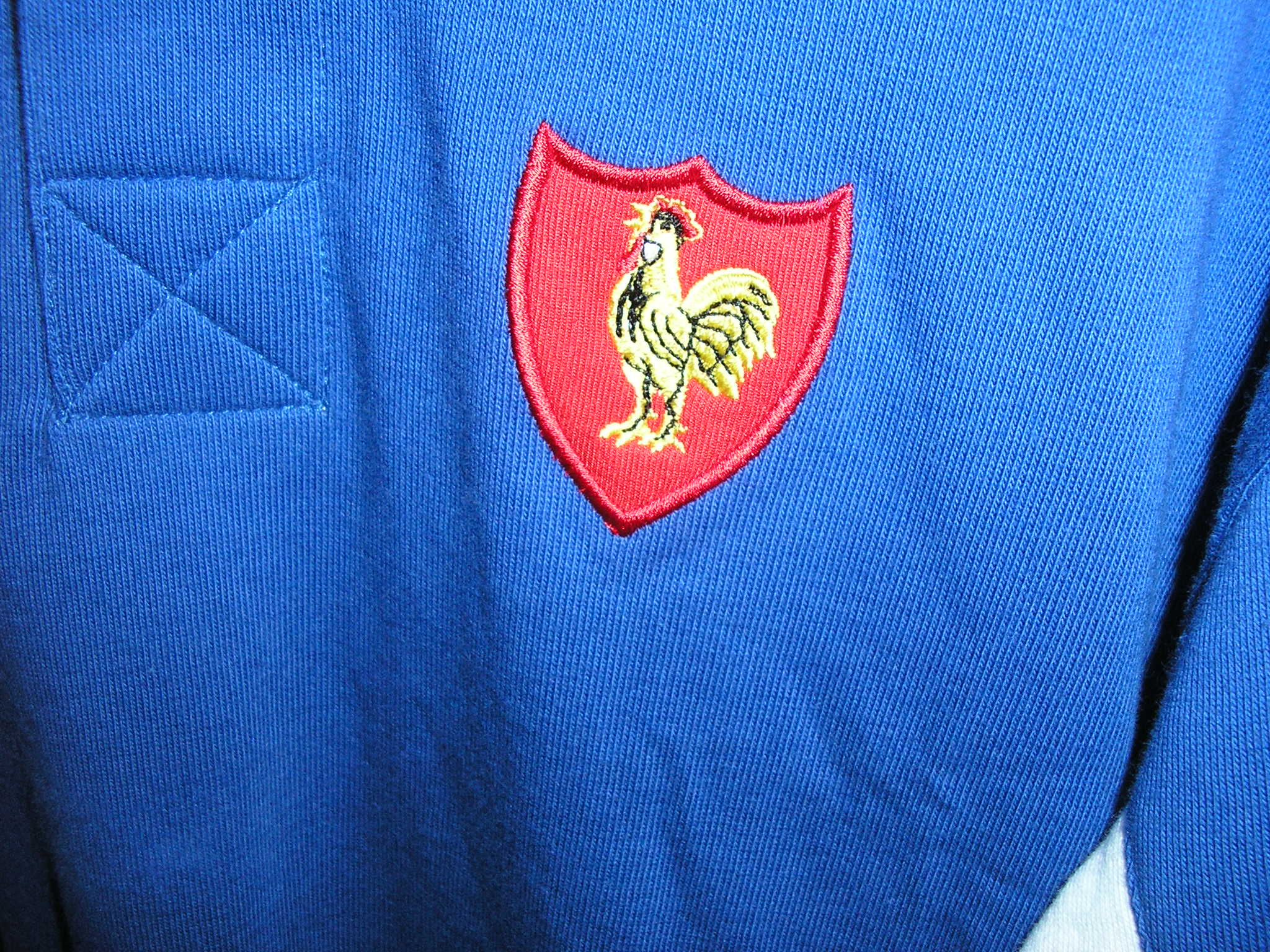
Півень на блакитній майці збірної Франції.

Після першої перемоги збірної Франції над Шотландією в 1911, Марсель Коммюно, капітан команди, наполіг на тому, щоб гравці мали на своїй формі галльського півня — символ Франції. Ще в 1910 році французький футболіст Жан Рігаль вийшов з такою емблемою проти збірної Італії, а потім подарував її національному музею спорту. Півень став символом Франції дуже давно, ще коли стародавні римляни помітили, що слова півень та галльський латинською мовою вимовляються однаково gallus. Прізвисько утвердилося, французам воно подобалося, бо півень істота горда, бойова й часто агресивна. За кілька хвилин до кінця гри проти англійців у шістдесятих, коли Франція вела 13-12, але їй було важко, стовп Арнальдо Груарен закликав до почуття гідності своїх товаришів: «Гой! На грудях у нас півень! Це не цесарка! Тож співайте!».
Символ збірної Франції з регбі здобув велику популярність. Його перейняли французькі олімпійці, які брали участь в Олімпіаді 1920. На їхній емблемі півень сидів на олімпійських кільцях. Півень став логотипом Національного олімпійського комітету. Правила МОК зобов'язують національні комітети мати емблему, яка асоціювалася б з національними символами, кольорами прапора та олімпійськими кільцями. Відповідно, французьких спортсменів часто називають «півнями», а вболівальники збірної Франції з регбі нерідко приносять на стадіон живого півня.
З початку 20 століття збірна Франції грає в майках блакитного кольору, білих шортах та червоних гетрах. З цим пов'язана інша назва команди — «блакитні» (les Bleus). Такий вибір поставив проблему перед шотланцями — їм довелося відмовитися від традиційного морського блакитного кольору в домашніх матчах. Відповідно, французам також доводиться грати домашні матчі проти команд із традиційним блакитним кольором (Шотландії, Італії, Самоа…) в білих майках.
В перше десятиліття 21 століття, кольори збірної змінилися. У 2003 шорти стали блакитними, у 2007 королівський блакитний колір став темнішим, синіми стали також і гетри, тож команда стала грати в синьому з ніг до голови. У 2009 збірна знову повернулася до традиційного трикольору, але майка залишилася темнішого синього кольору.
Форму для збірної Франції з регбі постачає американська компанія Nike.

## Селекція і тренування

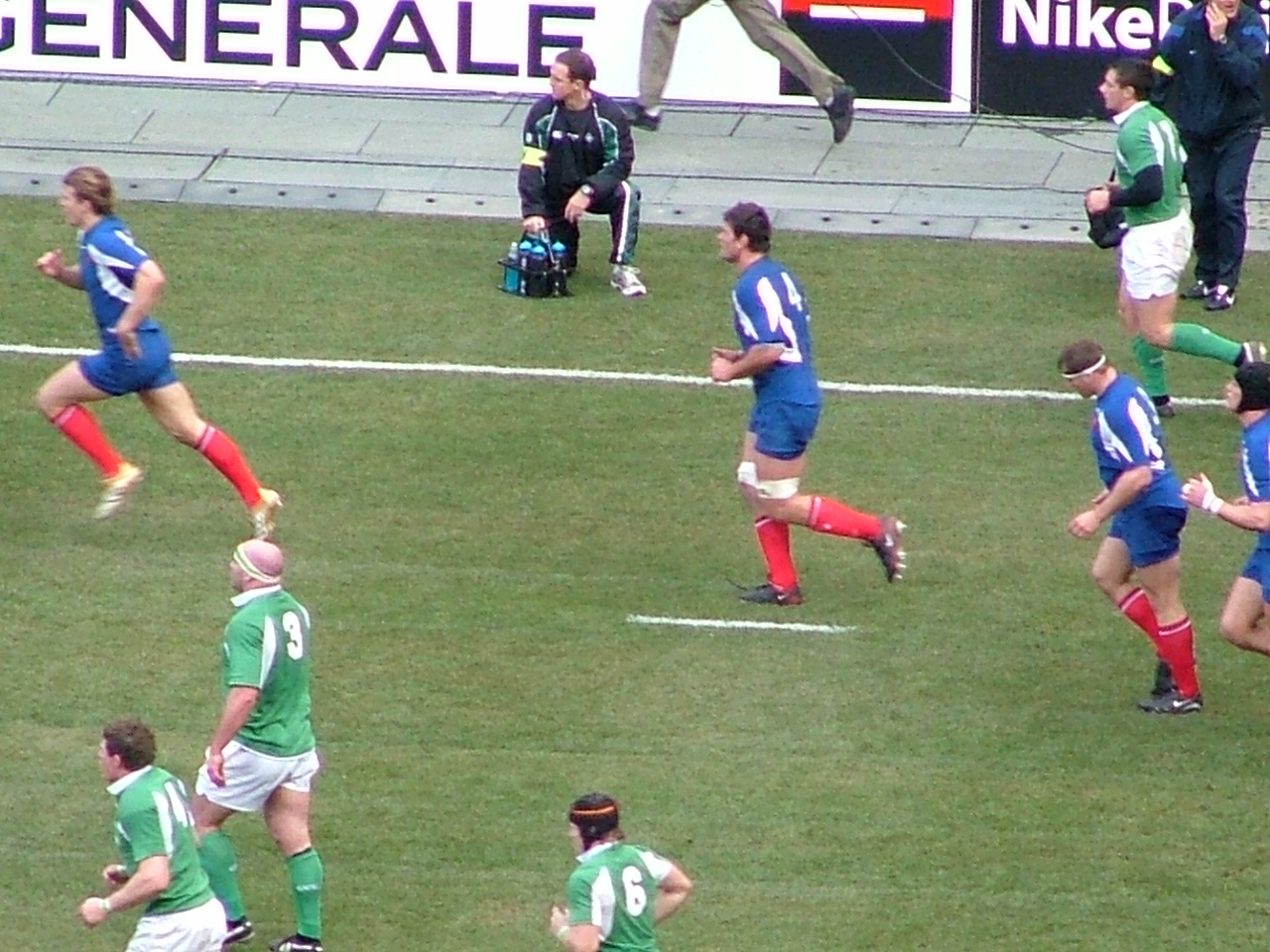
Зліва направо: Орельян Ружері, Фаб'ян Пелу та Пітер де Вільєр в грі з Ірландією у 2006

### Відбір гравців
Збірна Франції складається із гравців, відібраних селекціонерами, тренерами й менеджером команди. З 2007 команду тренує Марк Льєвремон, а Жо Мазо є її менеджером з 1995. Менеджер є гловою селекційного комітету, він збирає інформацію про кандидатури гравців і представляє її тренеру, який приймає остаточне рішення. Зазвичай приблизно за один-два тижні до міжнародного матчу визначається список із 22 гравців. Той склад, що вийде на поле називається за кілька днів до гри в залежності від форми й фізичного стану кандидатів. Для участі в Турнірі шести націй вибирають 40 гравців на весь турнір.
Перед Кубком світу з регбі список гравців оголошується за багато місяців наперед, потім при наближенні першого матчу він зменшується, але зберігає більше одного гравця на позицію, враховуючи необхідність проведенення багатьох матчів упродовж всього кількох днів. У Кубку світу 2003 взали участь тридцять французьких гравців, кожен із яких виходив на поле принаймні раз, і тільки шість гравців грали в кожному матчі.
Гравець має право бути відібраним у збірну Франції, якщо він виступав за одну з команд чемпіонату Франції впродвож принаймні трьох місяців, і не грав за жодну іншу збірну. Останнє правило зараз витримується строго, хоча в минулому команди південної півкулі його часто нарушали. Ці правила дозволяють грати за збірну Франції громадянам інших країн. Чимало гравців інших національностей ним користалися: південноафриканці Ерік Мелвіль, Пітер де Вільєрс та Браян Лібенберґ, новозеландець Тоні Марш. Збірна Франції, яка зустрічалася у 1906 з Новою Зеландією, мала у своєму складі двох чужоземців: англійців Вільяма Крайтона та Аллана Мура.
Здебільшого в збірну запрошуються гравці чемпіонату Франції, на відміну від збірної Франції з футболу. Однак, деякі гравці грають в англійському чемпіонаті, яка наприклад Рафаель Ібанес, або Себастьян Шабаль.
Відібрані до збірної гравці не можуть відмовитися, крім випадків травм чи хвороби. Через це у французької федерації виникають конфліктні ситуації з клубами, оскільки ті втрачають гравців, необхідних у чемпіонаті. Регбійні чемпіонати не роблять перерв на ігри збірних, навіть у випадку Турніру шести націй чи Кубка світу.

### Поточний склад
У списку вказані гравці, викликані в збірну на Турнір шести націй 2011, що проходив з 4 лютого по 19 березня 2011.
Символ * означає гравця, який вибув через травму.
Позначення ** означає, що гравець викликаний на заміну.

#### Передня лінія
| Гравець                   | Позиція | Клуб               |
| ------------------------- | ------- | ------------------ |
| Ґілем Ґірадо              | Гак     | Перпіньян          |
| Вільям Серва              | Гак     | Тулуза             |
| Димитрій Шажевський       | Гак     | Стад Франсе        |
| Тома Домінго              | Стовп   | АСМ Клермон Овернь |
| Люк Дюкалкон              | Стовп   | Кастр              |
| Сільвен Марконне          | Стовп   | Біарріц Олімпік    |
| Ніколя Ма                 | Стовп   | Перпіньян          |
| Ліонель Налле             | Замок   | Рейсінг 92         |
| Паскаль Папе              | Замок   | Стад Франсе        |
| Жульєн П'єр               | Замок   | АСМ Клермон Овернь |
| Жером Тіон                | Замок   | Біарріц Олімпік    |
| Жульєн Боннер             | Фланкер | АСМ Клермон Овернь |
| Тьєррі Дюсотуар (капітан) | Фланкер | Тулуза             |
| Александр Лапандрі        | Фланкер | АСМ Клермон Овернь |
| Фюлжанс Уедраоґо          | Фланкер | Монпельє Еро       |
| Себастьян Шабаль          | Номер 8 | Рейсінг 92         |
| Іманоль Арінордокі        | Номер 8 | Біарріц Олімпік    |

#### Задня лінія
| Гравець          | Позиція     | Клуб               |
| ---------------- | ----------- | ------------------ |
| Морган Парра     | Півзахисник | АСМ Клермон Овернь |
| Жульєн Тома**    | Півзахисник | Монпельє Еро       |
| Дімітрі Яшвілі   | Півзахисник | Біарріц Олімпік    |
| Давид Скрела     | Флайхав     | Тулуза             |
| Дам'єн Трай      | Флайхав     | Біарріц Олімпік    |
| Франсуа Трен-Дюк | Флайхав     | Монпельє Еро       |
| Яннік Жозьон     | Центр       | Тулуза             |
| Давид Марті      | Центр       | Перпіньян          |
| Максим Мермоз *  | Центр       | Перпіньян          |
| Орельєн Ружрі    | Центр       | АСМ Клермон Овернь |
| Венсан Клерк     | Крайній     | Тулуза             |
| Йоанн Юґе        | Крайній     | Авірон Байонне     |
| Алексіс Паліссон | Крайній     | Брів Коррез        |
| Максим Медар     | Захисник    | Тулуза             |
| Клеман Пуатрено  | Захисник    | Тулуза             |

### Тренувальна база

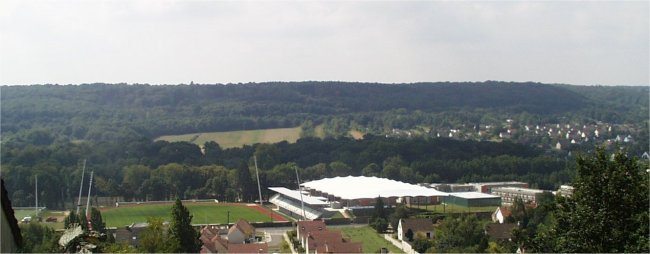
Національний регбійний центр у Ліна-Маркуссі

До кожної гри команда готується в Національному регбійному центрі в Ліна-Маркуссі, де для цього є всі необхідні умови: тренувальні поля (одне крите), атлетична зала, амфітеатр, помешкання та басейн.
Підготовка проходить під керівництвом тренера збірної, якому допомагає інший персонал, зокрема відповідальний за фізичну підготовку, лікар, кінезітерапевт, тренери передньої та задньої ліній, суддя, спеціаліст із гри в захисті та тренер із ударів.

### Тренери
В таблиці наведений список тренерів збірної Франції за період з 1963 року. До того часу збірна не мала тренера в строгому сенсі. Роль тренера виконував капітан команди.
З 1976 по 1979 у збірній домінувала сильна особистість тодішнього капітана Жака Фуру, який відігравав важливу роль у виборі гравців та тактики. Йому збірна звадячує утворенням надпотужної сутички, що переважала супротивників у 1977, році другого великого шолома «блакитних». Фуру тоді отримав прізвисько «маленького капрала» — низький зріст не заважав йому диригувати енергійними діями стальної сутички. У 1978 він пішов із збірної через незгоду з голоовою селекційного комітету Елі Пебером, але повернувся через два роки як тренер. Він обіймав цю посаду з 1981 по 1990. Йому належала вся повнота влади: тренера й селекцііонера, звідки нове прізвисько — «малий Наполеон». Упродовж цього періоду збірна Франції вигравала Турнір п'яти націй шість разів, двічі здійснювала великий шолом і стала фіналістом Кубка світу.
| Тренер          | Період      |
| --------------- | ----------- |
| Жан Пра         | 1963 — 1967 |
| Фернан Казенав  | 1968 — 1972 |
| Жан Декло       | 1973 −1980  |
| Жак Фуру        | 1981 — 1990 |
| Даніель Дюброка | 1990 — 1991 |
| П'єр Бербізьє   | 1991 — 1995 |
| Жан-Клод Скрела | 1995 — 1999 |
| Бернар Лапорт   | 1999 — 2007 |
| Марк Льєвремон  | з 2007      |

Пізніше Жак Фуру виконував важливу роль у Французькій федерації регбі: був її віце-президентом при Альбері Феррассі, але потім, після спроби стати президентом, попав у немилість. Після періоду міжцарства, впродовж якого посаду головного тренера займав колишній гравець Даніель Дюброка, збірну в грудні 1991 очолив інший гравець і колишній капітан П'єр Бербізьє. Він став тренером у 33 роки, що було рекордно молодим віком для будь-якого виду спорту в Франції.
Бербізьє утримував посаду до вересня 1995, коли його замінив Жан-Клод Скрела, також колишній гравець. У роботі йому допомагав з 1997 інший колишній гравець із Тулузи П'єр Вільпре. Їхня співпраця була плідною, оскільки збірна здійснила великий шолом у 1997 та 1998 роках і стала фіналістом Кубка світу 1999.
Бернар Лапорт став тренером-селекціонером команди після Кубка світу 1999. З ним Франція двічі здійснювала великий шолом: у 2002 та 2004 роках, виграла Турнір шести націй у 2006 та 2007, стала півфіналістом Кубка світу 2003. Він тісно співпрацював із менеджером Жо Мазо. Перед ними стояла мета підготувати команду найкраще до домашнього Кубка світу 2007.

#### Поточний тренерський склад

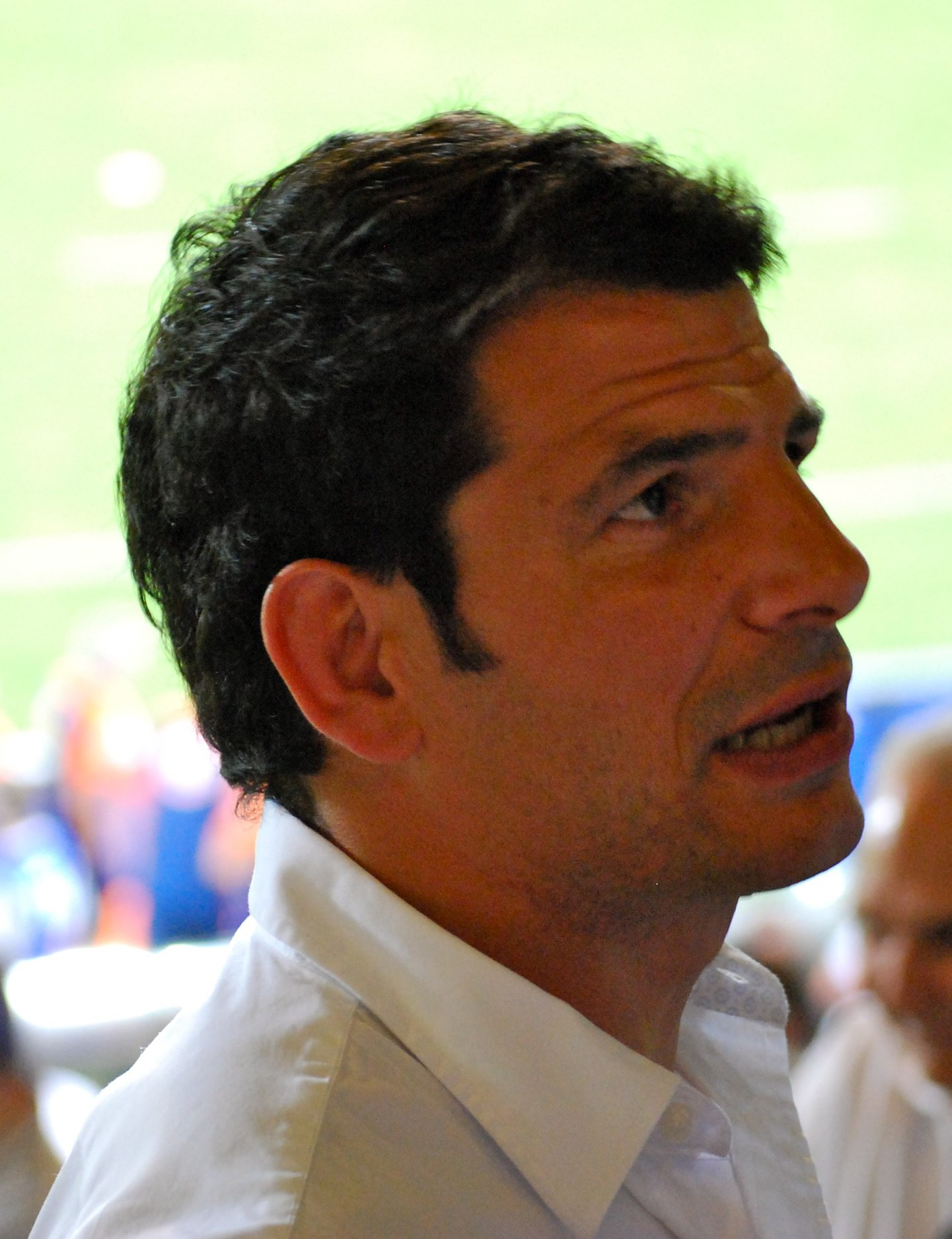
Марк Льєвремон на півфіналі турніру Топ-14 29 травня 2009.

24 жовтня 2007 тренером збірної Франції було призначено Марка Льєвремона. Він обрав своїми помічниками Еміля Нтамака для задньої лінії та Дідьє Ретьєра для передньої. Нові тренери вирішили скоротити персонал, але потім розшири його перед турне Австралією у 2008, залучивши до роботи спеціалістів з індивідуальної техніки, гри на ногах тощо. Значна частина персоналу, особливо медичного, була замінена. Так, лікарем та фізіотерапевтом команди стали Жан-Філіпп Аже та Жан-Мішель Гран, відповідно. Мішель Ріфф став остеопатом. До нового медичного песоналу мають претензії кілька клубів, зокрема Тулуза у зв'язку зі стовпом Бенуа Лекулем.
Роль тренера з фізичної підготовки доручена Жану-Люку Арно, який працював зі збірною в період підготовки до Кубка світу 2007. Щодо Жо Мазо та Давида Елліса, вони зберегли свої посади менеджера й спеціаліста із гри в захисті. Жан Дюньяш став главою делегації.
У травні 2008 збірна Франції отримала спеціаліста з гри на ногах. Ним став Ґонсало Кесада, колишній флайхав збірної Аргентини. За майстерність (індивідуальну техніку) відповідає Тьєррі Жанечек, тренер збірної Франції з регбі-7.

## Матчі

### Стадіони
З 1906 по 1914 збірна Франції зіграла 10 ігор на Парк де Пренс, 4 гри на стадіоні Ів дю Мануар в Коломбі і один у Бордо на Стад Сен-Жермен З 1920 по 1940 вона проводила більшість матчів, 30, у Коломбі, й лише 6 на Парк де Пренс. З 1945 по 1972 більшість домашніх ігор збірної проходили теж у Коломбі (загалом на стадіоні Ів-дю-Мануар з 1908 по 1972 відбулося 98 ігор), потім, з 1973 команда грала на перебудованому Парк де Пренс.
З 1998 року збірна Франції грає матчі Турніру шести націй та більшість тест-матчів на Стад де Франс, але деякі ігри проходять в провінції: на Стад Жерлан у Ліоні, на Стад Велодром у Марселі, та муніципальному стадіоніі в Тулузі тощо.

### Здобутки
| Кубок світу (0) | Турніри шести націй (25) | Різні трофеї |
| - 1987 : віцечемпіони - 1991 : чвертьфінал - 1995 : третє місце - 1999 : віцечемпіони - 2003 : четверте місце - 2007 : четверте місце - 2011 : віцечемпіони | - Великі шоломи (9) 1968, 1977, 1981, 1987, 1997, 1998, 2002, 2004 та 2010. - Перемоги (17) 1959, 1961, 1962, 1967, 1968, 1977, 1981, 1987, 1989, 1993, 1997, 1998, 2002, 2004, 2006, 2007 та 2010. - Розділені перемоги (8) 1954, 1955, 1960, 1970, 1973, 1983, 1986 та 1988. - Малий шолом (2) 1960 та 1961. | - Кубки Євростар (8) 2002, 2003, 2004, 2005, 2006, 2007, 2007 та 2010. - Кубок Дейва Ґаллагера (1) 2009. - Кубок другого століття (3) 2001, 2004, 2005. - Кубок Джузеппе Гарібальді (4) 2007, 2008, 2009, 2010. - Латинський кубок (2) 1995 та 1997. - Середземноморські ігри (4) 1955, 1979, 1983 та 1993. - Олімпійські ігри (1) - 1900 : чемпіони - 1920 : віцечемпіони - 1924 : віцечемпіони |

## Статистика

### Матчі

#### Баланс виграшів і програшів
Таблиця виводить баланс ігор проти всіх супротивників збірної Франції на 14 липня 2008.
Баланс виграшів і програшів від'ємний із п'ятьма збірними: Південної Африки, Англії, Австралії, Нової Зеландії та Уельсу, й додатній з Шотландією, Ірландією та Італією. Із дворазовими чемпіонами світу, австралійцями, баланс практично рівний.
Відставання збірної Франції щодо англійців було накопичене до 1960-х, особливо до першого виграшу в 1927 році, але в період з 1970 по 2008 французи мали перевагу: 23 виграші, 21 програш і три нічиї. Протягом того періоду французи мали перевагу й над валлійцями: 27 виграшів та 15 програшів при одній нічиїй, над шотландцями: 28 перемог, 13 програшів при одній нічиїй, й, особливо, над ірландцями: 32 виграші, 3 нічиї, 8 поразок.
| Супротивник            | Число матчів | Перемоги | Нічиї | Поразки | Здобуті очки | Очки супротивника | Відсоток перемог |
| ---------------------- | ------------ | -------- | ----- | ------- | ------------ | ----------------- | ---------------- |
| Південна Африка        | 36           | 10       | 6     | 20      | 531          | 709               | 27,77            |
| Німеччина              | 15           | 13       | 0     | 2       | 298          | 89                | 86,66            |
| Англія                 | 93           | 36       | 7     | 50      | 1096         | 1364              | 38,7             |
| Аргентина              | 42           | 31       | 1     | 10      | 1020         | 631               | 73,80            |
| Австралія              | 39           | 16       | 2     | 21      | 685          | 814               | 41,03            |
| Канада                 | 7            | 6        | 0     | 1       | 228          | 82                | 85,71            |
| Кот д'Івуар            | 1            | 1        | 0     | 0       | 54           | 18                | 100,00           |
| Шотландія              | 84           | 47       | 3     | 34      | 1163         | 999               | 55,95            |
| США                    | 8            | 6        | 0     | 2       | 181          | 100               | 75               |
| Фіджі                  | 7            | 7        | 0     | 0       | 264          | 81                | 100,00           |
| Уельс                  | 87           | 41       | 3     | 43      | 1258         | 1280              | 47,12            |
| Грузія                 | 1            | 1        | 0     | 0       | 64           | 7                 | 100,00           |
| Ірландія               | 85           | 52       | 5     | 28      | 1327         | 921               | 61,17            |
| Італія                 | 29           | 28       | 0     | 1       | 845          | 287               | 96,55            |
| Японія                 | 2            | 2        | 0     | 0       | 81           | 47                | 100,00           |
| Британські леви        | 1            | 0        | 0     | 1       | 16           | 27                | 0,00             |
| Збірна Намібії з регбі | 5            | 5        | 0     | 0       | 216          | 59                | 100,00           |
| Нова Зеландія          | 49           | 12       | 1     | 36      | 638          | 1160              | 24,48            |
| Океанія                | 1            | 1        | 0     | 0       | 42           | 17                | 100,00           |
| Румунія                | 49           | 39       | 2     | 8       | 1275         | 451               | 79,59            |
| Самоа                  | 2            | 2        | 0     | 0       | 81           | 15                | 100,00           |
| Чехословаччина         | 2            | 2        | 0     | 0       | 47           | 9                 | 100,00           |
| Тонга                  | 3            | 2        | 0     | 1       | 97           | 38                | 66,66            |
| Зімбавбе               | 1            | 1        | 0     | 0       | 70           | 12                | 100,00           |
| Разом                  | 636          | 349      | 30    | 257     | 11.334       | 9.090             | 54,96            |

| Інші команди (дата зустрічі)             |   |   |   |   |
| Британська Армія (25/02/40 & 01/01/45)   | 2 | 1 | 0 | 1 |
| Британська імперія (28/04/45 & 01/01/46) | 2 | 1 | 0 | 1 |

Свою найбільшу перемогу збірна Франції здобула над збірною Намібії 16 вересня 2007 року: 86 — 10. Найбільший програш, 10 — 61, французи отримали в грі з All Blacks 9 червня 2007. Найбільший домашній програш, 16-59, був зафіксований у грі проти Австралії 27 листопада 2010.

### Статистика гравців
Дані наведені на 21 червня 2009. Імена гравців, що продовжують виступати за збірну виділені.

#### Рекондна кількість виступів
Рекорд максимального числа викликів у збірну належить Фаб'яну Пелу, який обійшов за цим показником Філіппа Селла 18 серпня 2007 року. Сільвен Марконне ще може збільшити число викликів, оскільки продовжує грати.
| Гравець           | Число викликів |
| ----------------- | -------------- |
| Фаб'ян Пелу       | 118            |
| Філіпп Селла      | 111            |
| Рафаель Ібаньєс   | 98             |
| Серж Бланко       | 93             |
| Олів'є Мань       | 89             |
| Сільвен Марконне  | 82 ·           |
| Абделатіф Беназзі | 78             |
| Дам'ян Трай       | 72             |
| Яннік Жозьйон     | 72             |
| Олів'є Брузе      | 72             |
| Крістіан Каліфано | 72             |

Число викликів залежить не тільки від якостей самого гравця, але й від числа міжнародних матчів, тому на нього впливали чемпіонати світу, які стали розігруватися з 1987, колишня дворічна періодичність Турніру п'яти націй, залучення до Турніру шостої команди тощо.

#### Рекордне число спорб
Найбільше спроб за збірну Франції здійснив Серж Бланко. Побити його рекорд буде важко, оскільки він має на 14 спроб більше, ніж Венсан Клерк та на 16, ніж Орельян Ружрі, найкращих за цим показником з досі активних гравців. Усі 10 найкращих представляють задню лінію, здебільшого це крайні, за винятком Бланко, який здебільшого грав на позиції захисника та Філіппа Селла, який був центром.
| Гравець            | Кількість спроб |
| ------------------ | --------------- |
| Серж Бланко        | 38              |
| Філіпп Сент-Андре  | 32              |
| Філіпп Селла       | 31              |
| Філіпп Берна-Салль | 26              |
| Крістоф Домінісі   | 25              |
| Еміль Нтамак       | 25              |
| Венсан Клерк       | 24              |
| Крістіан Дарруй    | 23              |
| Орельян Ружрі      | 22              |
| Патріс Лажіске     | 20              |
| Яннік Жозьйон      | 20              |

Щодо інших показників, то за кількістю здобутих очок і кількістю успішних реалізацій рекондні показники належать Крістофу Ламезону: 380 очок і 61 реалізація. Рекордну кількість карних ударів забив Тьєррі Лакруа — 89. а найбільше дроп-голів Жан-Патрік Лекарбура — 15.